# Lipotriches nigra
Lipotriches nigra är en biart som först beskrevs av Wu 1985.  Lipotriches nigra ingår i släktet Lipotriches och familjen vägbin. Inga underarter finns listade i Catalogue of Life.